# Кевін Джонас
Пол Кевін Джонас II (англ. Paul Kevin Jonas II; нар. 5 листопада 1987, Каса-Гранде, Аризона, США) — американський співак та актор, колишній учасник колективу «Jonas Brothers».

## Життєпис
Пол Кевін Джонас II — старший з чотирьох братів Джонас, троє з яких представляють відому американську групу «Брати Джонас» (Jonas Brothers). Він народився в Нью-Джерсі, США. Кевін, як і другий його брат із зоряного тріо — Джо, — став популярним завдяки своєму братові Ніку Джонас, голос якого у 2005 році сподобався новому директору звукозаписної компанії Columbia Records. Пісня «Please Be Mine», яку виконав тоді Нік, була написана братами спільно. Незабаром всім трьом надійшла пропозиція контракту. Дуже швидко група посіла перші рядки міжнародних хіт-парадів і обзавелася величезною кількістю відданих шанувальників.

## Особисте життя
Кевін одружений з Даніель Деліса, з якою познайомився в травні 2007 року, коли їхні сім'ї відпочивали на Багамах. У липні 2009 року пара оголосила про заручини. Весілля, яке відбулось у замку в Лонг-Айленді, стало найгучнішою подією. На церемонію було запрошено 400 гостей. 9 липня 2013 року Кевін оголосив у своєму мікроблозі: «Це правда, Данні вагітна! Не можу навіть висловити, як ми раді, не можу дочекатися, щоб поділитися цим з моїми найкращими друзями. Я люблю тебе, малюк!». 2 лютого 2014 року Деліса народила дочку Еліну Роуз Джонас. Друге ім'я дали на честь бабусі Даніель, яка померла у 2013 році. У 2016 році подружжя оголосило про другу вагітність.

## Кар'єра
Їх зоряне тріо «Jonas Brothers» виникло у 2005 році завдяки братові Ніку Джонас, голос якого сподобався директору звукозаписної компанії Columbia Records. Новоспечений колектив швидко став популярним у Сполучених Штатах. Більшу частину його прихильниць складають молоді дівчата-підлітки. Група активно гастролює по всьому світу, приносячи братам дохід. Проте в пресі з'явилися чутки, що Кевін (він є старшим з трьох братів) не задоволений дуже молодіжним звучанням своїх пісень і готує сольний альбом. Як і всякий успішний проект, поп-групу «Jonas Brothers» не могли обійти увагою ділки з Голлівуду. Вже у 2008 році братів запрошують взяти участь у зйомках молодіжної стрічки «Рок в літньому таборі». Пізніше був знятий серіал «JONAS», де хлопці грають самих себе. Вони взяли участь у декількох багатосерійних фільмах, у тому числі популярному молодіжному серіалі «Ханна Монтана». У 2010 році відбулася прем'єра фільму «Рок в літньому таборі-2», також знятого за участю Кевіна Джонаса. Крім того, він взяв участь в озвучуванні декількох фільмів, найвідомішим серед яких є «Ніч в музеї-2».Амбітний молодик встиг спробувати себе й у ролі кінопродюсера, знявши фільм про свою групу «Концерт братів Джонас» у 2009 році. Цей фільм був гідно оцінений фанатами групи.

## Фільмографія
- 2006 — Ханна Монтана — грає самого себе.
- 2008 — Camp rock: Музичні канікули — Джейсон.
- 2009 — Jonas Brothers: The 3D Concert Experience.
- 2009-2010 — J.O.N.A.S. — грає самого себе.
- 2010 — Jonas L. A. — грає самого себе.
- 2010 — Camp rock 2: Звітний концерт — Джейсон.
- з 2012 — Married To Jonas — грає самого себе.

## Дискографія
- «It's About Time» — 2006
- «The Jonas Brothers» — 2007
- «A Little Bit Longer» — 2008
- «Lines, Vines and Trying times» — 2009
- «Jonas L. A.» — 2010
- «Jonas Brothers The 3d concert experience» — 2009